# Jules Melchior
Pour les personnes et lieux de ce nom, voir Melchior.
Jules Melchior, né en 1844, mort en 1908, est un vice-amiral français, préfet maritime de Lorient, puis inspecteur général des torpilleurs et des sous-marins.

## Biographie
Jules Bernard François Melchior naît le 8 avril 1844 à Provins, en Seine-et-Marne, fils de Nicolas Félix Melchior, fondé de pouvoir dans l'administration des finances, et de Marie Pauline Dossat. Il entre à l'École navale en 1861, et en sort deux ans plus tard, en août 1863, aspirant de 2e classe,.

### Jeune officier de marine
Aspirant de 1re classe en septembre 1865, Jules Melchior prend part à l'expédition du Mexique en 1866 ; la même année il est nommé enseigne de vaisseau. Il fait ensuite campagne sur les mers en Extrême-Orient. Promu lieutenant de vaisseau en juin 1870, il est alors affecté à l'escadre d'évolutions de la Méditerranée, et reçoit la Légion d'honneur en avril 1871. Il suit en 1872 les cours de l'École de canonnage et en sort diplômé. Il est ensuite le second du Cher, navire de transport, en Nouvelle-Calédonie,.
Jules Melchior est choisi par l'amiral Cloué pour être un de ses aides de camp, de 1876 à 1877. Il est attaché à l'observatoire météorologique Montsouris en 1879.

### Commandant

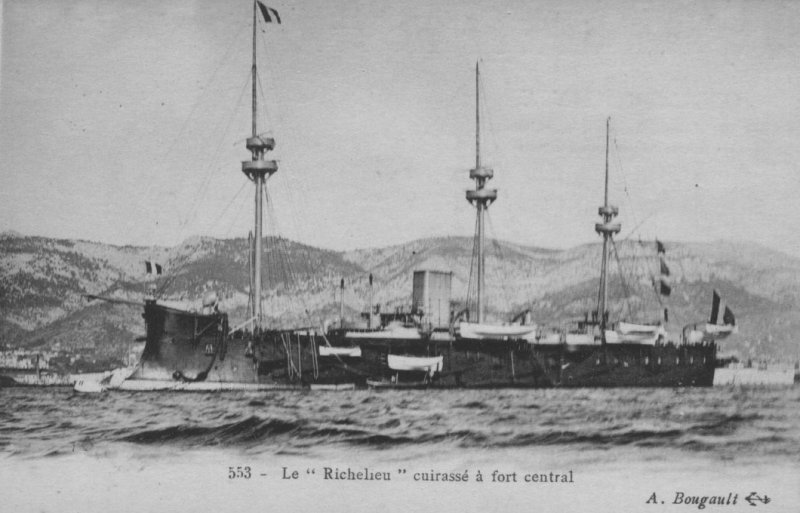
Le cuirassé Richelieu, commandé par Melchior en 1892

Son premier commandement est celui du Cygne, un aviso à roues, en 1882. Promu capitaine de frégate en décembre 1884, il commande l'aviso Travailleur, puis est en 1886 le second de la frégate Minerve. Il est officier de la Légion d'honneur en juillet 1888. À partir de janvier 1889, il fait partie de la commission d'armement. En Tunisie, il commande le D'Estrées, puis l'Hirondelle,.
Melchior commande ensuite un croiseur, le Friant, en escadre du Nord en 1890. Il est promu capitaine de vaisseau en février 1891, et commande le Richelieu, un cuirassé à coque en fer, et le cuirassé Formidable, en 1892 et 1893.
En 1894, il siège au Conseil des travaux maritimes, ainsi qu'à la commission des naufrages. Il commande le croiseur protégé Tage en 1895, en Méditerranée, puis le nouveau croiseur Friant en 1896, en escadre du Nord. Il est appelé en 1899 au Conseil supérieur de statistique.

### Amiral
Nommé contre-amiral en 1900, il est major général à Brest. Promu vice-amiral en mars 1904 et commandeur de la Légion d'honneur en décembre suivant, Melchior est préfet maritime de Lorient de 1904 à 1907,.
Il fait partie du Conseil supérieur de la marine à partir de 1907. Il est en même temps inspecteur général permanent des flottilles de torpilleurs et des flottilles de sous-marins. 
Il meurt le 25 janvier 1908 dans le 7e arrondissement de Paris. Ses obsèques sont célébrées le 28 janvier à l'église Saint-Honoré-d'Eylau, en présence du ministre de la Marine, de nombreux amiraux et de tout le Conseil supérieur de la Marine ; il est inhumé au cimetière de Passy.
Il est le père de l'amiral Henri Melchior, et le grand-père de Simone Melchior (1919-1990), épouse du commandant Jacques-Yves Cousteau.

## Distinctions

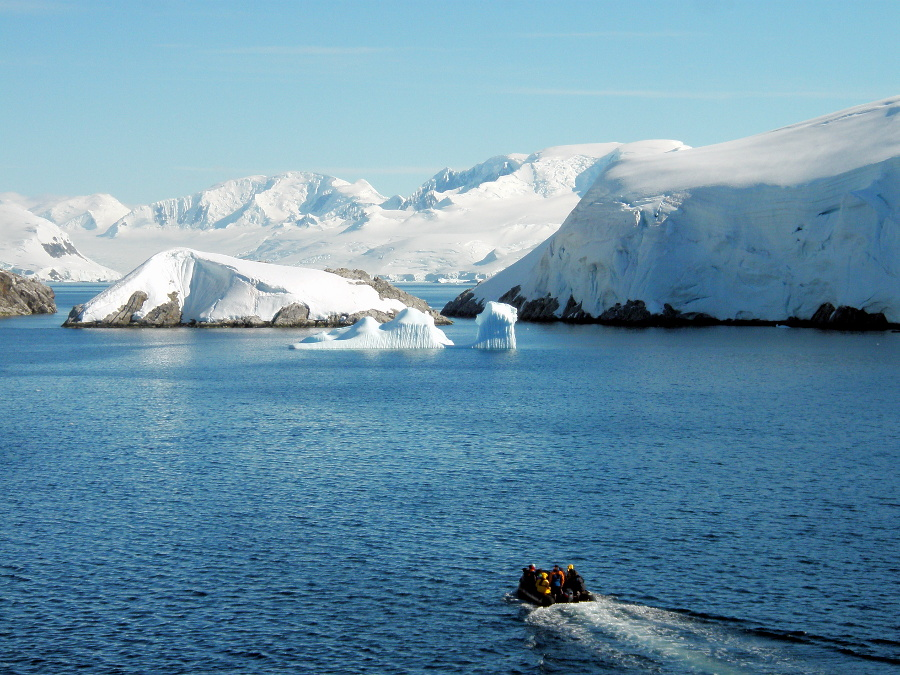
Les Îles Melchior.

- Commandeur de la Légion d'honneur, décembre 1904 (officier, juillet 1888 ; chevalier, avril 1871)[2].
- Médaille du Mexique, 1866.
- Médaille coloniale.
- Chevalier de l'Ordre de Notre-Dame de Guadalupe.
- Grand-croix de l'ordre impérial et royal de Saint-Stanislas (Russie).

## Hommages

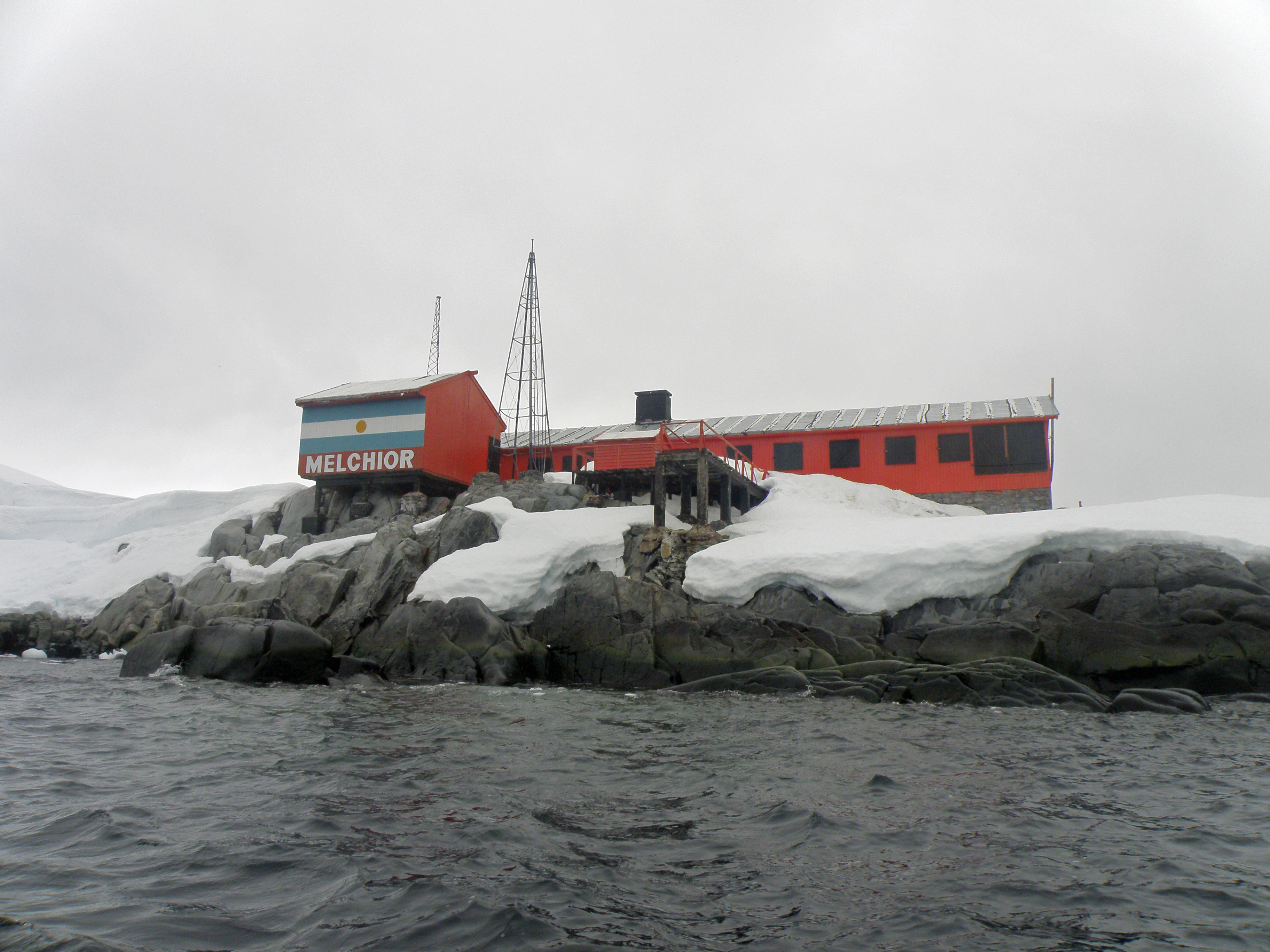
La base scientifique Melchior, en 2010.

Plusieurs lieux sont nommés en l'honneur de l'amiral Melchior :
- Îles Melchior, dans la partie Est du groupe des îles de la baie de Dallmann. L'île Melchior est nommée ainsi par le commandant Charcot, en l'honneur de l'amiral Melchior[6]. Les explorations ultérieures ayant démontré qu'il y plusieurs îles, le nom d'îles Melchior est maintenant le nom de l'archipel.
- Base Melchior, base scientifique argentine établie dans les îles Melchior[6].
- Avenue de l'Amiral Melchior, à Lorient.

## Œuvres
- Positions géographiques des points principaux de la mer des Antilles et des îles Bermudes, Paris, Imprimerie nationale, 1885, 46 pages.
- La marine et la défense des côtes : marine et guerre, Paris, Berger-Levrault, 1907, 160 pages.

## Autres sources
- « Melchior, Jules Bernard François », « Cote LH/1819/7 », base Léonore, ministère français de la Culture.